# 德国足球西部地区联赛
德国足球西部地区联赛（德語：Fußball-Regionalliga West）为德国足球的一个联赛，它是德国足球联赛系统中处于第四级的5个地区联赛之一，由西德足球及田径协会负责举办。其单季冠军可以参加升级附加赛以争取丙级联赛的参赛资格。该联赛还有4个降级至高级联赛以及4个由后者升级的席位，其中下莱茵高级联赛和中莱茵联赛各有1席，威斯特法伦高级联赛则有2席。

## 历史

### 五轨制的第2级别联赛（1963–1974）
从1963-64赛季至1973-74赛季期间，西部地区联赛连同北部、柏林、西南和南部共同组成了仅次于甲级联赛的五轨制第2级联赛。其参赛成员涵盖整个北莱茵-威斯特法伦州的足球俱乐部。该联赛的单季冠军及亚军可以参加升级附加赛以争取甲级联赛的参赛资格。

### 三轨制的第4级别联赛（2008–2012）
随着丙级联赛的引入，地区联赛在2008-09赛季被改制为3个赛区（北部、西部和南部）的第四级别联赛。因此西部地区联赛得以恢复，但仅能处于第4级别。其涵盖范围包括北莱茵-威斯特法伦州、莱茵兰-普法尔茨州和萨尔州，以及从1994年至2008年在西部/西南地区联赛作赛的球队。在2008-09赛季，克洛彭堡足球俱乐部也被划入了西部赛区，虽然它实际上参加的是北部的联赛。这是由于所有的3个赛区都应只有18支球队参赛。西部地区联赛的冠军可以直接升入丙级联赛。

### 五轨制的第4级别联赛（自2012）
在地区联赛于2012年进行改革后，地区联赛的数量被扩大为5个，它们分别是北部、东北、西部、西南和巴伐利亚。其中西部地区联赛的涵盖范围与1963年至1974年时期相同，为整个北莱茵-威斯特法伦州。而冠军也不再直接升级，而是需要与其它赛区的冠军（以及西南赛区的亚军）进行升级附加赛以决出参加丙级联赛的资格。

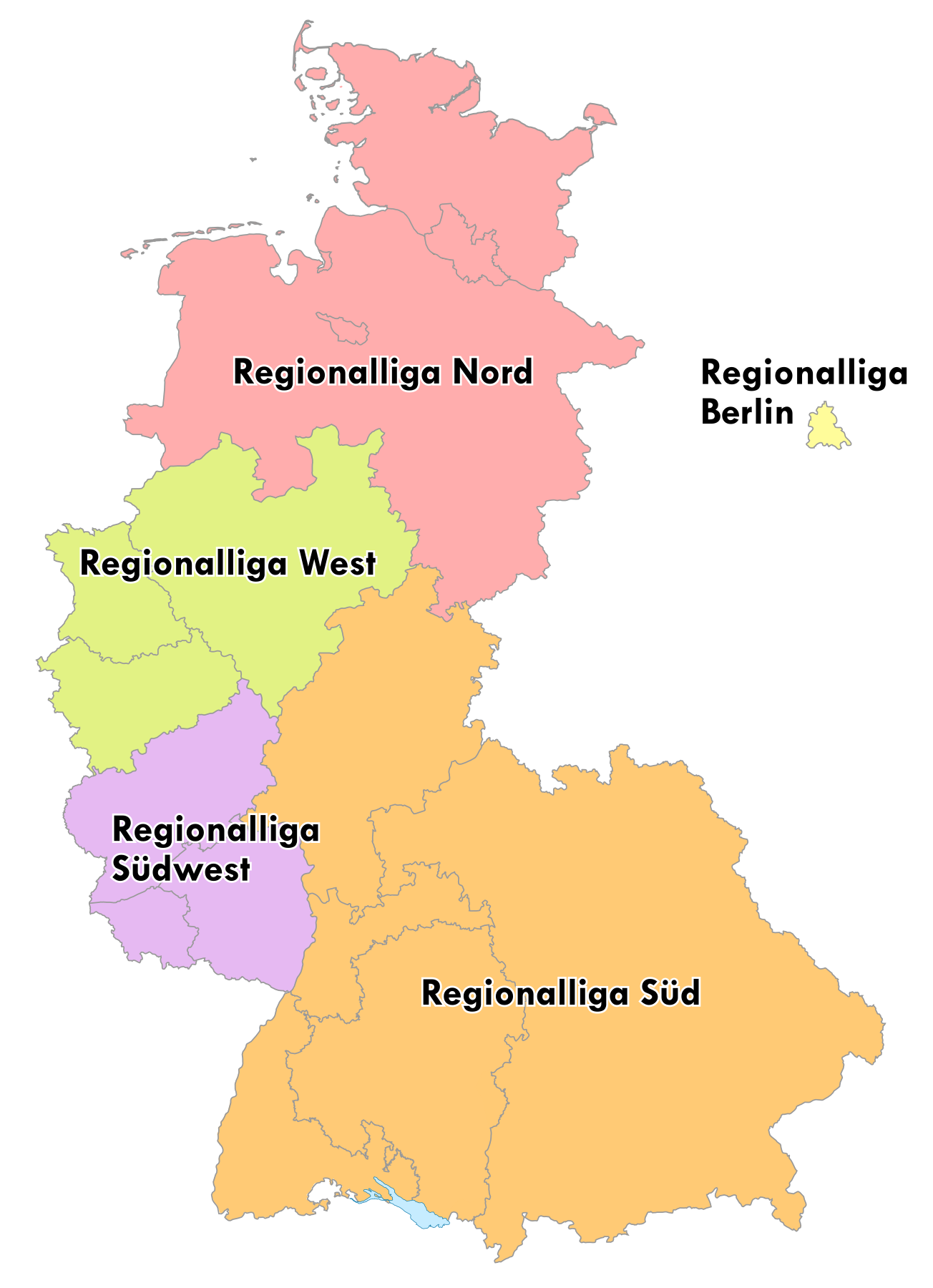
5赛区的地区联赛 从1963年至1974年
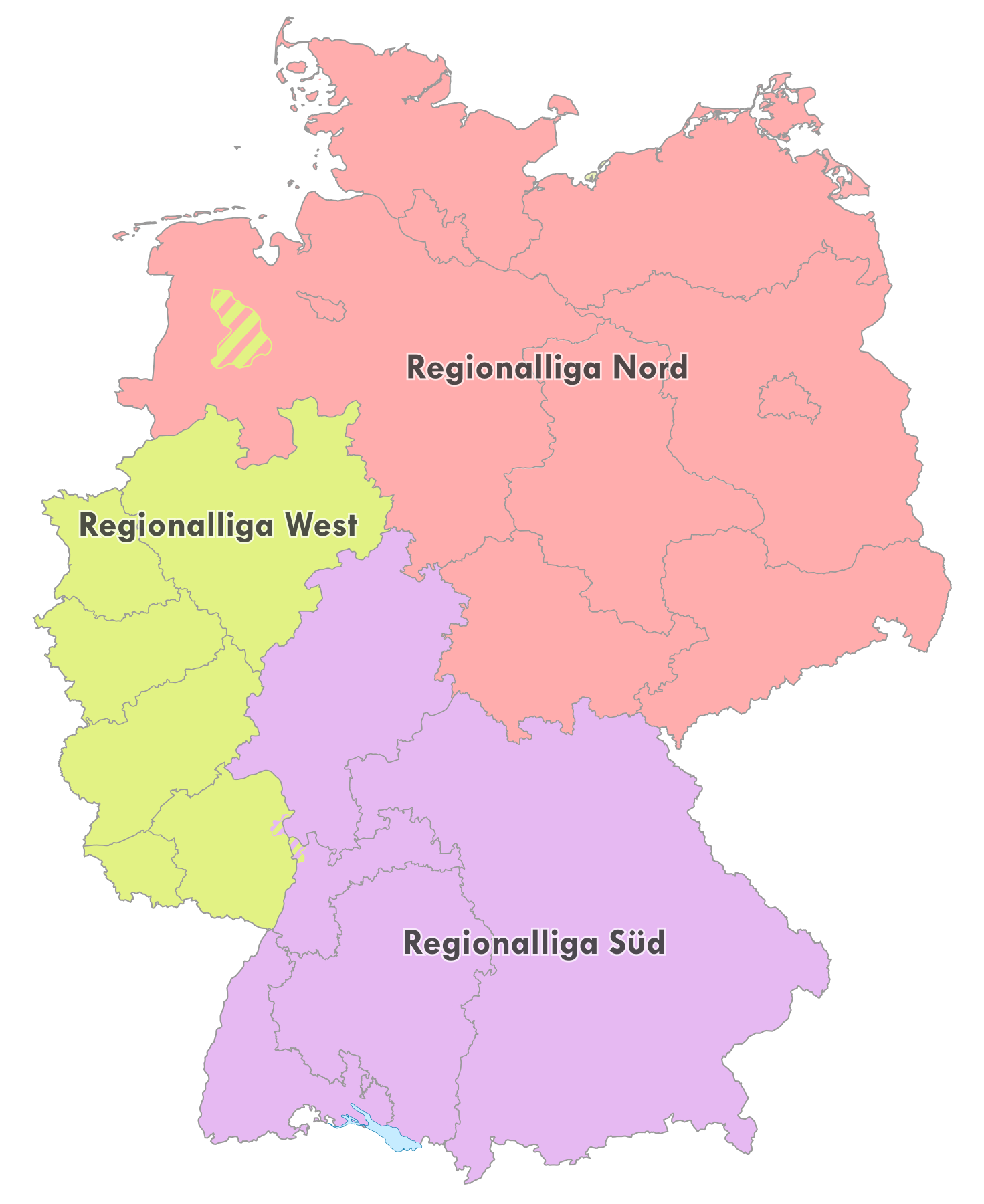
3赛区的地区联赛 从2008年至2012年
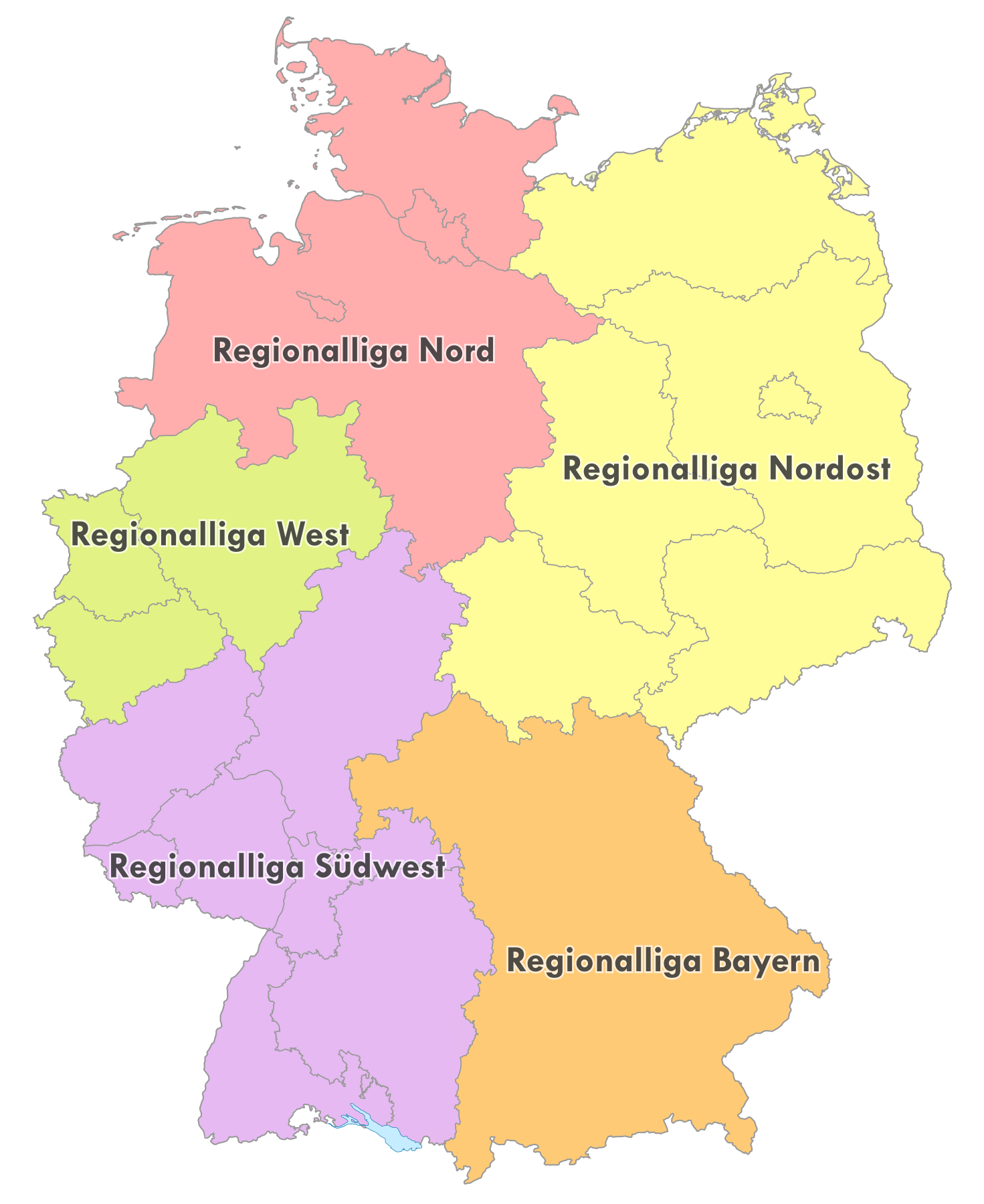
5赛区的地区联赛 自2012年

## 历届冠亚军
| 年份                      | 冠军                     | 亚军                     |
| ------------------------- | ------------------------ | ------------------------ |
| 西部地区联赛（1963–1974） |                          |                          |
| 1964                      | 亚琛                     | 伍珀塔尔                 |
| 1965                      | 门兴格拉德巴赫           | 亚琛                     |
| 1966                      | 杜塞尔多夫               | 红白埃森                 |
| 1967                      | 亚琛                     | 黑白埃森                 |
| 1968                      | 勒沃库森                 | 红白埃森                 |
| 1969                      | 红白奥伯豪森             | 红白埃森                 |
| 1970                      | 波鸿                     | 比勒费尔德               |
| 1971                      | 波鸿                     | 杜塞尔多夫               |
| 1972                      | 伍珀塔尔                 | 红白埃森                 |
| 1973                      | 红白埃森                 | 幸运科隆                 |
| 1974                      | 瓦滕沙伊德               | 红白奥伯豪森             |
| 西部地区联赛（2008–2012） |                          |                          |
| 2009                      | 多特蒙德二队             | 凯泽斯劳滕二队           |
| 2010                      | 萨尔布吕肯               | 洛特体育之友             |
| 2011                      | 明斯特                   | 特里尔                   |
| 2012                      | 多特蒙德二队             | 洛特体育之友             |
| 西部地区联赛（自2012）    |                          |                          |
| 2013                      | 洛特体育之友             | 幸运科隆                 |
| 2014                      | 幸运科隆                 | 洛特体育之友             |
| 2015                      | 普鲁士门兴格拉德巴赫二队 | 阿勒曼尼亚亚琛           |
| 2016                      | 洛特体育之友             | 普鲁士门兴格拉德巴赫二队 |
| 2017                      | 维多利亚科隆             | 普鲁士多特蒙德二队       |
| 2018                      | 乌丁根05                 | 维多利亚科隆             |
| 2019                      | 维多利亚科隆             | 红白奥伯豪森             |
| 2020                      | 勒丁豪森                 | 费尔                     |
| 2021                      | 普鲁士多特蒙德二队       | 红白埃森                 |
| 2022                      | 红白埃森                 | 普鲁士门兴格拉德巴赫二队 |
| 2023                      | 普鲁士明斯特             | 伍珀塔尔                 |
| 2024                      | 阿勒曼尼亚亚琛           | 博霍尔特                 |
| 2025                      | 杜伊斯堡                 | 居特斯洛                 |

（粗体队名 = 升级）

## 冠军统计
| 排名 | 俱乐部         | 夺冠次数 |
| ---- | -------------- | -------- |
| 1    | 多特蒙德二队   | 3        |
|      | 阿勒曼尼亚亚琛 | 3        |
| 3    | 波鸿           | 2        |
|      | 红白埃森       | 2        |
|      | 明斯特         | 2        |
| 6    | 萨尔布吕肯     | 1        |
|      | 红白奥伯豪森   | 1        |
|      | 瓦滕沙伊德     | 1        |
|      | 伍珀塔尔       | 1        |
|      | 勒沃库森       | 1        |
|      | 杜塞尔多夫     | 1        |
|      | 门兴格拉德巴赫 | 1        |
|      | 洛特体育之友   | 1        |
|      | 幸运科隆       | 1        |